# Anneke van der Graaf
Carolina Johanna (Anneke) van der Graaf (Semarang, 1 februari 1920 – Haaksbergen, 12 mei 2009) was een Nederlands zangeres. Haar stembereik was coloratuursopraan, later sopraan.
Zij wilde in eerste instantie pianist worden, maar bleek te kleine handen te hebben. Haar pianolerares vond echter dat ze een goede zangstem had. Ze kon daarop les nemen bij Jacoba Dhont aan het Haags Conservatorium, algemene muzieklessen kreeg ze van Jacoba’s man Sem Dresden. Ze behaalde eind 1942 haar diploma solozang A met onderscheiding. Later zou zij meer diploma’s halen. Op 18 juli 1946 stond ze op het podium tijdens een operaconcert waarbij zij zong met het Groninger Orchest Vereeniging onder leiding van Jan van 't Hof. Ze kreeg bij het Nieuwsblad van het Noorden van de dag daarop een goede recensie. Al vrij snel daarna was haar stem te horen op de Wereldomroep, die een concert uitzond vanuit de Grote of Sint-Bavokerk in Haarlem (2 november 1946). Dat had ze mede te danken nadat ze (als eerste Nederlandse) een Prix d’excellence had gewonnen. Het was nog niet duidelijk welke richting ze op wilde gaan met haar stem, in januari 1948 trad ze op als recitalzangeres in Hilversum. In 1949 zong ze een rol in L'impresario in angustie van Domenico Cimarosa tijdens een uitvoering van de operawerkgroep van het Haags Conservatorium, regisseur was Lothar Wallenstein, haar toneelleraar. Begin jaren vijftig was ze enige tijd actief bij de Utrechtse Opera met bijvoorbeeld uitvoeringen van The telephone van Gian Carlo Menotti. Daarna zong ze met de Nederlandse Reisopera en bij de Zuid Nederlandse Opera. Ondertussen trad ze ook op in het buitenland, zoals Rome Parijs en Florence. Als op 15 september 1955 Opera Forum van Paul Pella haar eerste uitvoering geeft, is Anneke van der Graaf daarbij een van de solisten (Suzanne) in Le nozze di Figaro van Wolfgang Amadeus Mozart. Daarna zong ze bij operagezelschap talloze rollen totdat zijn in 1972 afscheid nam. Zelf vond de haar beste rol de titelrol in de gelijknamige opera Madama Butterfly van Giacomo Puccini; zelf zei ze daarover: Ik was Butterfly. Gedurende de looptijd van haar tijd bij Forum liet ze zich af en toen bijscholen. Ze vond het aan de ene kant jammer dat haar contract bij Forum een internationale carrière in de weg stond, anderzijds was ze tevreden met wat ze had.
Na haar vertrek begon ze aan een lange loopbaan als zanglerares totdat haar gezondheid haar dat niet meer toeliet. Een van haar leerlingen was Ernst Daniël Smid. In 2002 werd ze nog benoemd tot Ridder in de Orde van Oranje Nassau. Ze overleed in 2009 in een bejaardentehuis in Haaksbergen. De daarop verschenen rouwadvertentie werd ingeluid met "Het is goed zo".
Ze was getrouwd met tenor Harry France, maar hield tijdens optredens altijd haar eigen naam aan. Zij had France leren kennen in de beginperiode bij Forum.
Een opmerkelijk optreden van haar vond plaats tijdens het Nationaal Songfestival 1958 (11 februari 1958). Ze dong toen mee naar de uitzending naar het Eurovisiesongfestival 1958 in een competitie met Greetje Kauffeld, Willy Alberti, Rita Reys, Bruce Low en Corry Brokken. Ze was toen de eerste Nederlander van Indische afkomst die het eurosongfestival probeerde te bereiken, een eer die uiteindelijk in 1964 ging naar Anneke Grönloh met Jij bent mijn leven. Van der Graaf trad op in traditionele Indonesische kledij. Ze zong het lied (Eerste) Lentedag van Willy van Hemert (tekst), Dick Schallies (muziek) en Bert Paige (arrangement). Het lied werd achtste, Corry Brokken won met Heel de wereld.
- Bibliothèque nationale de France: cb13842396z (data)
- Virtual International Authority File: 186800242